# Léon-Victor-Jean Thienpont
Pour les articles homonymes, voir Thienpont.
Léon-Victor-Jean Thienpont, né le 17 avril 1815 à Audenarde et mort le 22 janvier 1909, est un homme politique belge. 

## Biographie
Léon-Victor-Jean Thienpont est le fils de Jean Thienpont. 
Marié à Barbara Loncke (1817-1892), fille du propriétaire du kasteel Ter Borcht (nl), il y vécut et rénova le château et le domaine. Il reconstruisit en 1886 la chapelle Notre-Dame du Perpétuel Secours (Onze-Lieve-Vrouw Altijddurende Bijstand) dans le style néogothique. Il est le grand-père de Léon Thienpont et l'arrière-grand-père de Joseph Thienpont (nl).

## Fonctions et mandats
- Membre de la Chambre des représentants de Belgique pour le district d'Audenarde : 1852-1878
- Secrétaire de la Chambre : 1861-1867

## Sources
- Le Parlement belge, 1831-1894, p. 535
- Stengers J., De Paepe J.-L., Gruman M. e.a., Index des éligibles au Sénat (1831-1893), Bruxelles, 1975.

- Ressource relative à plusieurs domaines :   - ODIS